# Sønderborg
Sønderborg (niem. Sonderburg) – miasto w Danii, największe na wyspie Als, w regionie Dania Południowa (płd. Jutlandia), siedziba gminy Sønderborg. Port nad cieśniną Als Sund. 
W mieście znajduje się stacja kolejowa Sønderborg.
W mieście rozwinął się przemysł włókienniczy, chemiczny oraz odzieżowy.
Tutejszy zamek okupowany przez wojska szwedzkie w dniu 25 grudnia 1658 roku zdobyli polscy towarzysze pancerni i dragoni pod dowództwem Stefana Czarnieckiego.
W latach 1970-2006 siedziba dawnej gminy Sønderborg.

## Miasta partnerskie
- Pori, Finlandia
- Olsztyn, Polska